# .ck
.ck là tên miền quốc gia cấp cao nhất (ccTLD) của Quần đảo Cook.
Đăng ký dưới những tên cấp 2 sau đây:
- .co.ck: tổ chức kinh doanh
- .org.ck: tổ chức phi lợi nhuận
- .edu.ck: cơ quan giáo dục
- .gov.ck: cơ quan chính phủ
- .net.ck: Nhà cung cấp dịch vụ Internet
- .gen.ck:
- .biz.ck: Kinh doanh liên quan đến trang cho Quần đảo Cook
- .info.ck: Trang thông tin liên quan đến Quần đảo Cook

## Ngoài lề
- Trong chương trình thu âm trực tiếp (sitcom) ở Anh Nathan Barley đã đăng ký trang web của ông là 'trashbat' ở Quần đảo Cook đơn giản để có thể tạo nên hậu tố khôi hài '.co.ck' (tiếng lóng cho dương vật).